# لمانز ۲۴ ساعته ۱۹۶۰
مسابقه ۲۴ ساعته لمانز ۱۹۶۰ بیست و هشتمین جایزه بزرگ استقامتی ۲۴ ساعته لمان بود که تاریخ در ۲۵ و ۲۶ ژوئن ۱۹۶۰ در پیست د لا سارث برگزار شد. این پنجمین و آخرین مسابقه فصل ۱۹۶۰ مسابقات قهرمانی اتومبیل‌های ورزشی جهانی و همچنین پنجمین مسابقه فصل افتتاحیه جام جی‌تی فیا بود. این مسابقه تنها یک هفته پس از مسابقه غم‌انگیز مسابقه بلژیک ۱۹۶۰ برگزار شد که در آن دو راننده در مسابقات فرمول یک کشته شدند و استرلینگ ماس و یک راننده دیگر به شدت مجروح شدند. چشم‌انداز دوئل بین ۳-لیتر (۱۸۰-اینچ-مکعب) فراری در مقابل ۲-لیتر (۱۲۰-اینچ-مکعب) لیدرهای قهرمانی پورشه کافی بود تا جمعیت زیادی را به این مسابقه ۲۴ ساعته بکشاند و حدود ۲۰۰۰۰۰ تماشاگر برای مسابقه اتومبیلرانی اسپورت کلاسیک اروپا در حدود ۱۳٫۵-کیلومتر (۸٫۴-مایل) جمع شده بودند.

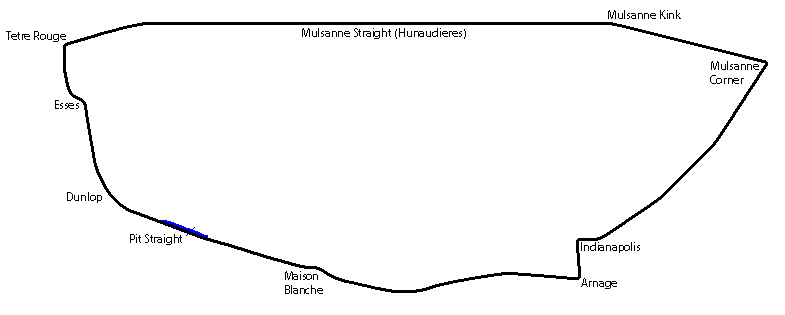
پیست لمانز در سال ۱۹۶۰

فراری در مواجهه با نتیجه ای که برای قهرمانی جهان می‌جنگید و باید برنده این مسابقه می‌شد، با آمادگی کامل و با ۱۳ خودرو ورودی، از تیم‌های اصلی و خصوصی به این مسابقه آمد. رقابت اصلی آنها از مازراتی و تیم‌های بریتانیایی بود، اگرچه که تیم آمریکایی کوروت نیز در کلاس جی‌تی خوب ظاهر شدند.

## مقررات
پس از بازنگری کلی کلاس‌های جی‌تی در مقررات ضمیمه کمیسیون ورزشی بین‌المللی نهاد مقررات سازمان بین‌المللی اتومبیلرانی به دنبال تطبیق آنها با قوانین خودروهای کلاس سی برای خودروهای اسپرت بود.
| کلاس‌ها   | ظرفیت (موتور)          | ظرفیت مخزن سوخت |
| -------- | ---------------------- | --------------- |
| ۱۳/۱۴/۱۵ | ۴٫۰، ۵٫۰، ۵٫۰+لیتر     | ۱۴۰ لیتر        |
| ۱۱/۱۲    | ۲٫۵، ۳٫۰ لیتر          | ۱۲۰ لیتر        |
| ۹/۱۰     | ۱٫۵–۱٫۶، ۲٫۰ لیتر      | ۱۰۰ لیتر        |
| ۷/۸/۹    | ۱٫۱۵، ۱٫۳، تا ۱٫۵ لیتر | ۸۰ لیتر         |
| ۴/۵/۶    | ۰٫۷، ۰٫۸۵، ۱٫۰ لیتر    | ۶۰ لیتر         |

خودروهای کلاس جی‌تی باید حداقل ۱٬۰۰۰ سانتی‌متر مکعب (۶۱ اینچ مکعب) می‌بود و به حداقل تولید ۱۰۰ خودرو در عرض ۱۲ ماه توسط کمپانی سازنده نیاز داشت. اگرچه تیم‌ها برخی از تغییرات بدنه را می‌توانستند تغییر دهند، اما وزن خالص نمی‌توانست بیش از ۵٪ تغییر کند.

## ورودی‌ها
باشگاه اتومبیلرانی غرب تعداد ۷۲ ورودی برای این مسابقه دریافت کرد، که از این تعداد تنها ۵۸ مورد مجاز به حضور در تمرینات برای واجد شرایط شدن مسابقه بودند که ۵۵ خودرو در نهایت برای مسابقه انتخاب شدند (یک افزایش نسبت به سال قبل که ۵۴ خودرو در این مسابقه حضور داشتند). تعداد ورودی‌های رسمی ابرخودروها ۲۷ عدد بود، اما تعدادی از شرکت‌ها از تیم‌های مشتریان خود پشتیبانی فنی و مالی می‌کردند. با رفتن به آخرین مسابقه فصل، تیم‌های اسکودریا فراری و پورشه با ۴ تیم و خودرو وارد این مسابقه شدند.
| دسته بندی      | کلاس‌ها                        | ورودی‌ها       | ورودی‌های جی‌تی | مجموع ورودی   |
| -------------- | ----------------------------- | ------------- | ------------- | ------------- |
| موتورهای بزرگ  | ۵٫۰+، ۵٫۰، ۴٫۰، ۳٫۰، ۲٫۵ لیتر | ۱۲            | ۱۳            | ۲۵            |
| موتورهای متوسط | ۲٫۰، ۱٫۶، ۱٫۳ لیتر            | ۱۰ (+۱ رزرو)  | ۷ (+۲ ذخیره)  | ۱۷            |
| موتورهای کوچک  | ۱٫۱۵، ۱٫۰، ۰٫۸۵ لیتر          | ۱۳ (+۴ ذخیره) | ۰             | ۱۳            |
| کل خودروها     |                               | ۳۵ (+۵ ذخیره) | ۲۰ (+۲ ذخیره) | ۵۵ (+۷ ذخیره) |

## تمرین‌های قبل از مسابقه
پس از موفقیت در سال گذشته، باشگاه اتومبیلرانی غرب دوباره توانست جاده‌های عمومی را در ۹ آوریل برای این مسابقه ببندد. ۱۴ خودرو از ۱۰ ساعت زمان پیوسته تست‌های قبل از مسابقه استفاده کردند.

## مسابقه

### شروع
بدون حضور استرلینگ ماس در این مسابقه، این جیم کلارک که به همان اندازه برای این مسابقه شایسته بود اولین بار با استون مارتین وارد این مسابقه ۲۴ ساعته می‌شد. اما خیلی زود رانندگان از او سبقت گرفتند، ابتدا والت هانسگن در خودرو نمونه اولیه جگوار، سپس کامورادی با خودرو بسیار سریع مازراتی. پس از تأخیر در شروع، مستن گرگوری بیست خودرو را پشت سر گذاشت تا در پایان دور اول پیشتاز مسابقه باشد. او در ساعت‌های آغازین مسابقه و شروع به یک برتری قابل توجه دست پیدا کرد و در پایان ساعت اول مسابقه بدون حادثه به ۷۰ ثانیه اختلاف با نفر دوم رسید. پنج خودرو فراری تستاروسا، به رهبری گندبین، در رده‌های دوم تا ششم ایستاده بودند، سپس راننده جگوار اکوس، مازراتی با رانندگی اسکارلتی و تاوانو در کلاس‌های جی‌تی جلوتر از جیم کلارک در رده دهم قرار گرفتند.

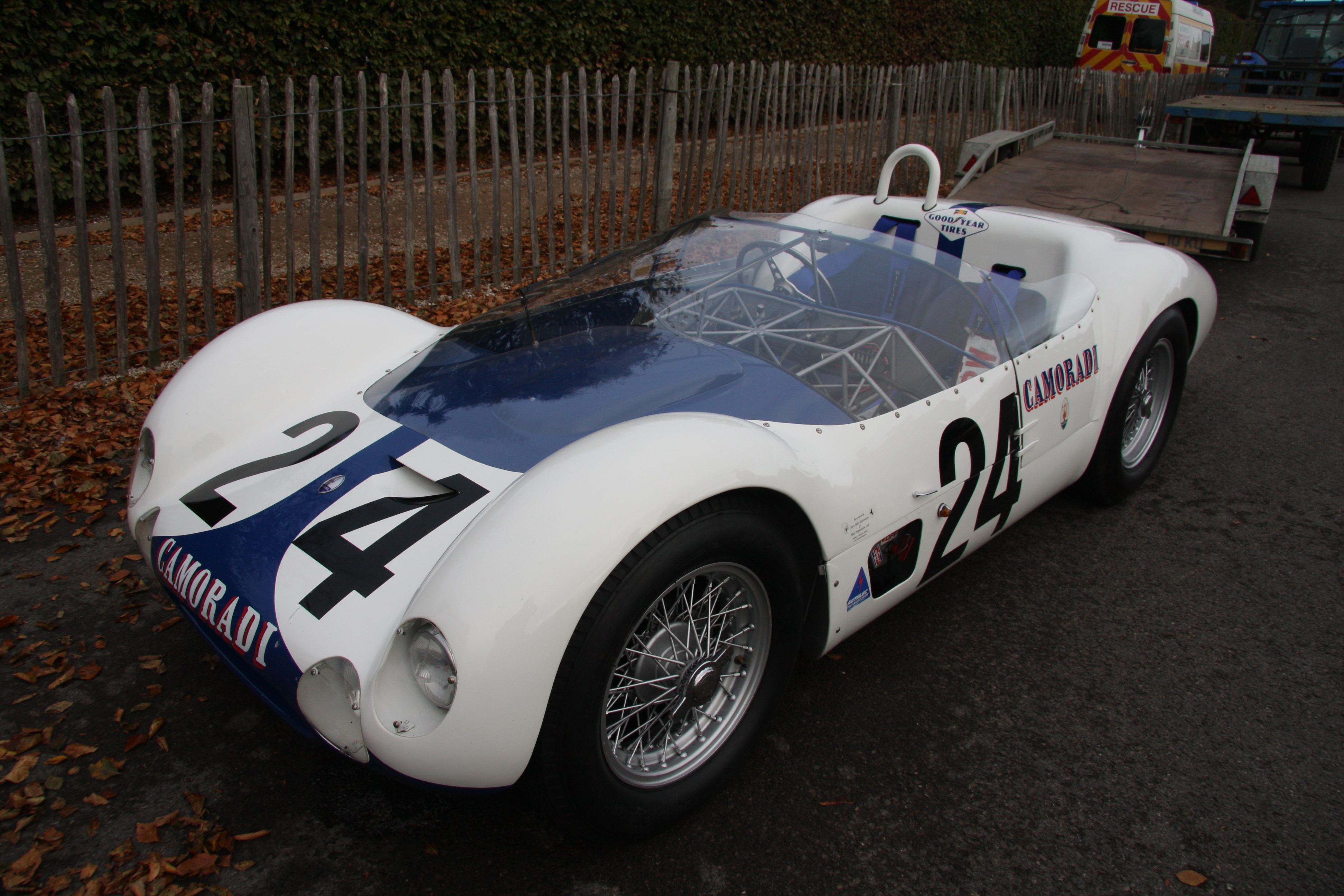
مازراتی تیپو ۶۱ گرگوری و دایگ که زودتر از موعد پیشتاز مسابقه شد اما به دلیل مشکلات الکتریکی از مسابقه کنار رفت.

### پایان و پس از مسابقه

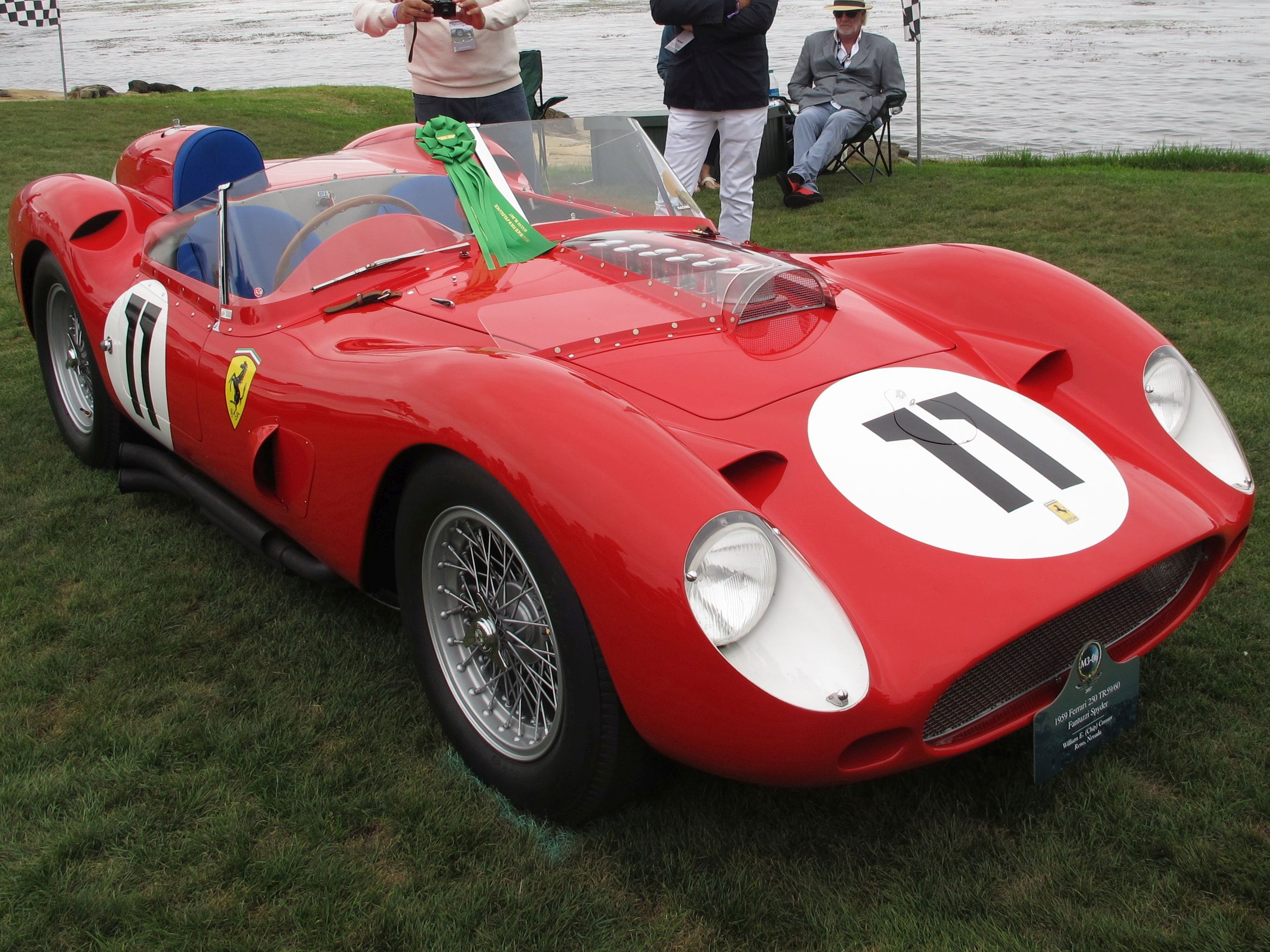
برنده مسابقه، فراری ۲۵۰ تی‌آر۵۹/۶۰

### آمار
برگرفته از کتاب کوئنتین اسپورینگ، با مجوز رسمی توسط باشگاه اتومبیلرانی غرب
- سریعترین دور در تمرین – دن گرنی، #۶ جگوار ای۲ای – ۴:۰۴٫۵ ثانیه؛ ۱۲۳٫۱۰ مایل بر ساعت (۱۹۸٫۱۱ کیلومتر بر ساعت)[۵]
- سریعترین دور – مستن گرگوری، #۲۴ مازراتی تی۶۰/۶۱ – ۴:۰۴٫۰ ثانیه؛ ۱۹۸٫۶۰ کیلومتر بر ساعت (۱۲۳٫۴۰ مایل بر ساعت)
- مسافت – ۴٬۲۱۷٫۵۳ کیلومتر (۲٬۶۲۰٫۶۵ مایل)
- میانگین سرعت برنده - ۱۷۵٫۷۲ کیلومتر بر ساعت (۱۰۹٫۱۹ مایل بر ساعت)

### مسابقات قهرمانی خودروهای اسپورت
| جایگاه | قهرمانی      | امتیاز  |
| ------ | ------------ | ------- |
| ۱      | فراری        | ۲۲ (۳۰) |
| ۲      | پورشه        | ۲۲ (۲۶) |
| ۳      | مازراتی      | ۱۱      |
| ۴      | استون مارتین | ۴       |